# Geneviève Cadieux
Pour les articles homonymes, voir Cadieux.
Geneviève Cadieux (née le 17 juillet 1955 à Montréal) est une photographe et artiste québécoise.

## Biographie
Geneviève Cadieux est bachelière de l’Université d’Ottawa en beaux-arts (1977) et expose mondialement depuis les années 1980. Vers la fin des années 1980 et durant les années 1990, elle s'est centrée sur le corps dans le but de poser des questions touchant la construction du corps comme entité physique, espace mental ou image corporelle. Par exemple, elle ajoute le son à Broken Memory (1995). Sur l'enregistrement, des bruits de peines physique et émotionnelle du corps sont audibles, communiquant une douleur presque insoutenable par sa familiarité. Elle a été la représentante du Canada lors de trois importantes biennales internationales; la Biennale São Paulo (1987), la Biennale de Venise (1990) et la Biennale de Sydney (1988, 1990). Une rétrospective a lieu au Musée d’art contemporain de Montréal pour souligner son corpus en 1993. En 2011, elle est récipiendaire du prestigieux Prix du Gouverneur général en arts visuels et en arts médiatiques. En plus de sa carrière d’artiste, elle a enseigné l’art à l’École nationale supérieure des beaux-arts à Paris (1993-1994), à l’École d’art de Grenoble (1996), à l’Universitat Politècnica de Valence (1997), au College of Architecture and the Arts de l’Université de l’Illinois à Chicago (1998) et à l’Université Concordia à Montréal, où elle est professeure agrégée à la Faculté des beaux-arts depuis 1999.
Elle est la sœur de la comédienne Anne-Marie Cadieux.

## Expositions personnelles
- Au I.C.A. de Londres ;
- au Nouveau Musée de Villeurbanne ;
- au Muka d'Anvers ;
- au musée d'art contemporain de Montréal ;
- à la Tate Gallery de Londres ;
- à la galerie d'art Morris et Helen Belkin (en) de Vancouver ;
- au Musée des beaux-arts de Montréal (MBA) ;
- à l'Amrica Society de New York.

## Biennales et expositions collectives
- à la Biennale de Venise elle y représenta le Canada en 1990
- la Biennale de Sao Paulo, 1987
- la Biennale de Sydney, 1988, 1990
- la Biennale de Montréal, 2000
- au  59th Minutes Programme of Creative Time au Times Square à New York

Ses œuvres les plus récentes font référence aux questions spatiales qui existent entre les individus. Par exemple, dans une exposition au Musée des beaux arts de Montréal (printemps 2000), elle offre des photographies à grande échelle de visages humains isolés. Chacun pénètre dans l'espace photographique à côté de lui en étendant le bras. Les gestes semblent rejoindre le vide puisqu'ils ne sollicitent aucune réaction.
Elle explore actuellement les possibilités de la vidéo.

## Prix et distinctions
- 2022 :  Membre de l'Ordre du Canada[3]
- 2018 : Prix Paul-Émile-Borduas[4]
- 2011 : Prix du Gouverneur général en arts visuels et en arts médiatiques[5]
- 2007 : Prix les Elles de l'art
- 1994 : prix Lynch-Staunton

## Œuvres

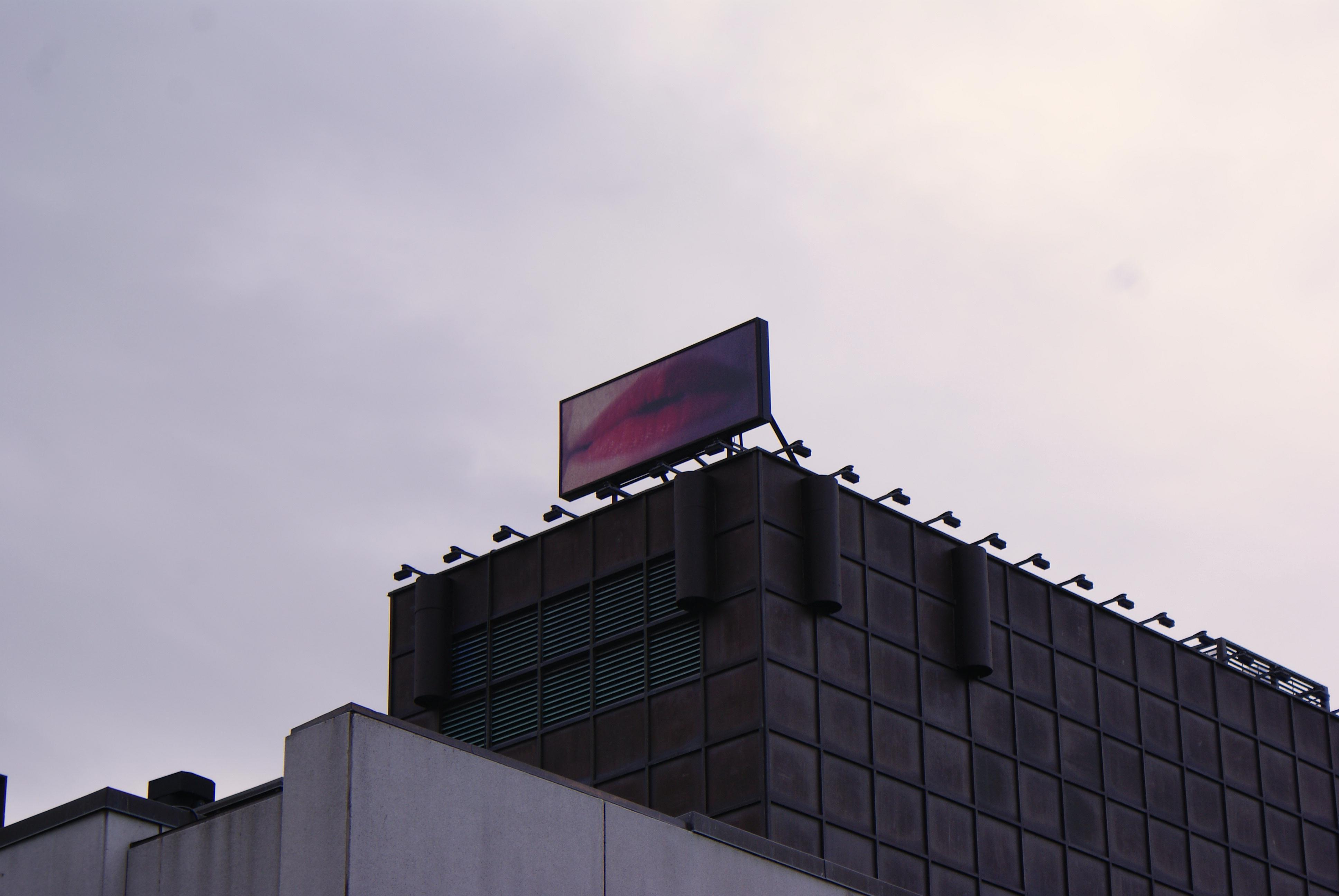
La Voie Lactée, sur le toit du
Musée d'art contemporain de Montréal

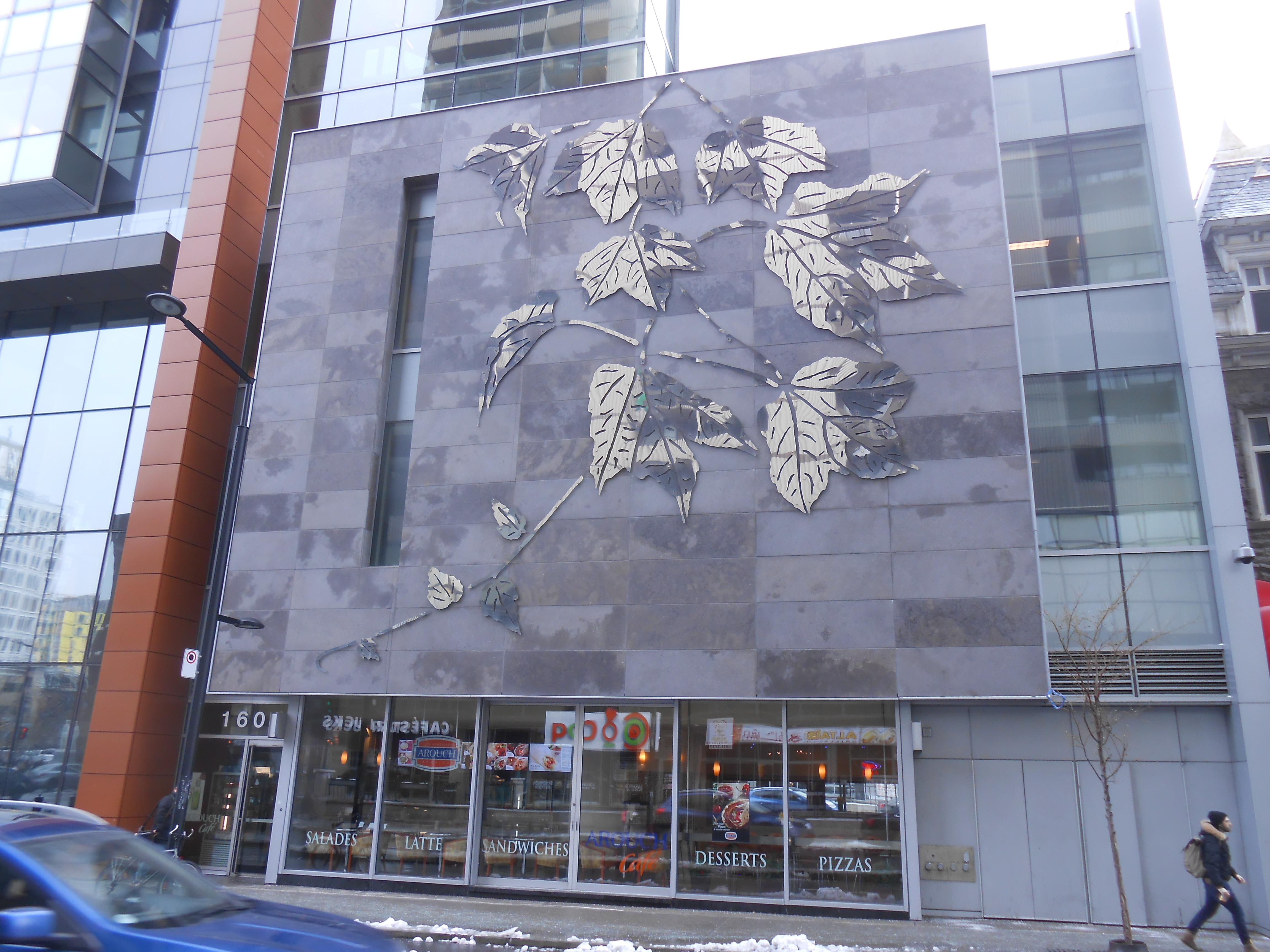
Lierre sur pierre, 2009

### Photographies
Parmi les photographies de Geneviève Cadieux :
- La Fêlure, au chœur des corps, 1990, épreuves à développement chromogène sur bois, 225 x 659 cm, Musée national des beaux-arts du Québec, Québec[6].
- Parfum, 1991, épreuve à développement chromogène, 2/2, 178 x 562 cm, Musée national des beaux-arts du Québec, Québec[7].
- La Voie lactée, 1992, Collection du Musée d'art contemporain de Montréal[8].
- Le Corps du ciel, 1992, Collection du Musée d'art contemporain de Montréal[9].
- Circles of Sorrow, 1995, épreuve à développement chromogène, 2/2, 90,5 x 136 cm, Musée national des beaux-arts du Québec, Québec[10].
- Tears, 1995, épreuve à développement chromogène, 180,5 x 274,5 cm, Musée national des beaux-arts du Québec, Québec[11].
- Vague projet d'artiste, 1997.
- Mind, 2004-2005, épreuve à développement chromogène, 1/2, 182,9 x 431,8 cm, Musée national des beaux-arts du Québec, Québec[12].
- Anémone (petite version), 2009, épreuves numériques imprimées au jet d'encre, 3/5, 49,8 x 108,2 cm (ensemble), Musée national des beaux-arts du Québec, Québec[13].
- Scintillements 6, 2014, épreuve numérique imprimée au jet d’encre et feuilles d’aluminium, 1/1, 111,8 x 85,2 cm, Musée national des beaux-arts du Québec, Québec[14].
- Ghost Ranch (ciel étoilé), 2019, épreuve numérique imprimée au jet d’encre rehaussée à la feuille de palladium, 1/1, 301 x 239,5 cm (chaque élément), Musée national des beaux-arts du Québec, Québec[15].

### Sculptures
- Broken Memory, 1995

### Vidéos
Parmi les vidéos de Geneviève Cadieux :
- Paramour, 1998-1999[16]
- Portrait, 1998

### Autres
- La Voix lactée, réplique en mosaïque de la photographie au titre homophone.